# Живой!
Живой! (алб. Gjallë!) — французско-албанско-австрийский драматический фильм 2009 года режиссера Артана Минаролли.

## Сюжет
Фильм рассказывает о студенте университета Круге, который отправляется в родное село, где его пытаются убить за преступление деда.